# South (Band)
South ist eine britische Indie-Rock-Band, die 1998 als Electronica-Projekt in London gegründet worden ist. Sie konnte insbesondere mit ihrem zweiten Album From Here On In und den Singles Paint The Silence (Soundtrack O.C., California) und Keep Close für internationale Aufmerksamkeit sorgen.

## Werdegang
South wurde 1998 von den drei Mitgliedern Joel Cadbury (Lead-Gesang, E-Bass, Gitarre), Jamie McDonald (Leadgitarre, Gesang, Schlagzeug) und Brett Shaw (Schlagzeug, Keyboard, Gitarre) während ihres Studiums an der University of London gegründet. Sie wurden zunächst von Ex-Stone-Roses-Frontmann Ian Brown betreut, der ihnen zu einer Zeichnung bei Mo'Wax-Records, dem Label von UNKLE-Mastermind James Lavelle, verhalf. Daraufhin standen sie Lavelle für Liveauftritte und Aufnahmen/Remixe zu dessen Projekten musikalisch zur Seite. Sänger Joel Cadbury hat für das zweite Album von UNKLE schließlich an zwei Kollaborationen gesanglich mitgewirkt. Mittlerweile haben South vier Alben veröffentlicht.

## Musikstil
Als Elektro-Projekt gegründet, befinden sich South stilistisch eher im experimentelleren Bereich wieder, irgendwo zwischen Space Rock, Trip-Hop und Britpop. Seit dem Album With The Tides sind sie nicht mehr bei Mo'Wax, was auch an der verminderten triphopartigen Beatlastigkeit des Songs auszumachen ist. Ihr Sound hat sich seitdem vielmehr in Richtung Britpop gewandelt. Beeindruckend bei ihren Liveauftritten ist der stete Instrumentenwechsel zwischen den Bandmitgliedern, an der man die Geschlossenheit der Band erkennt.

## Diskografie

### Alben
- 2000 – Overused
- 2001 – From Here On In (US: 2002)
- 2004 – With The Tides (US: 2003)
- 2006 – Adventures In The Underground Journey To The Stars
- 2008 – You Are Here

### Singles
- 1999 – Time To Riot
- 1999 – Run On Time
- 2000 – Sight Of Me
- 2000 – Save Your Sorrow

- 2001 – Paint The Silence
- 2001 – Keep Close
- 2001 – All In For Nothing

- 2003 – Loosen Your Hold
- 2004 – Colours In Waves
- 2004 – Motiveless Crime

- 2006 – A Place In Displacement
- 2007 – You Are One

- 2008 – Better Things
- 2008 – Wasted

### EPs / Kompilationen
- 2001 – Constantly Burning E.P.
- 2005 – Speed Up/Slow Down E.P.
- 2006 – iTunes Session E.P. (Neuaufnahme von vier Southsingles plus einen New-Order-Coversong)
- 2007 – Up Close and Personal (Doppel-CD mit Singles, Specials und 2 neuen Songs)